# 경상도
경상도(慶尙道)는 소백산맥과 죽령 동남부의 영남 지방(嶺南地方)을 관할했던 행정 구역이다. 1314년(고려 충숙왕 원년)에 경주(慶州)와 상주(尙州)의 앞글자를 따서 경상도라는 이름이 붙었다. 1519년(조선 중종 14년)에 좌(左), 우(右)도로 나뉘고, 1601년 경상도 감영이 상주에서 대구로 이전되었다. 1895년(고종 32년)에 진주부, 동래부, 대구부, 안동부로 분할되어 폐지되었다.

## 지리
백두대간에서 이어지는 소백산맥의 동남부에 위치한 지역이다.
지형적으로는 태백산맥과 소백산맥에 둘러싸인 내륙 지방과 해안의 영향을 받는 동해안 지역, 낙동강에 가까운 중앙 저지대 지역으로 크게 구분된다. 내륙 지방은 위도에 비해 한서의 차가 심하고 강수량이 적은 특징을 지닌다. 동해안 지역은 동한난류의 영향으로 대체로 온화하고 한서의 차이가 적으며 지형성 강우가 빈번히 나타난다. 저지대 지역은 낙동강 중상류를 중심으로 이어진 소규모의 평야가 있다. 낙동강 하류에 범람원과 김해평야가 있다. 동해안은 해안선이 단조로운 편이고, 남해안은 침강성 리아스식 해안으로 다도해를 이루어 만과 섬들이 있다.

## 지질
경상도의 거의 모든 지역이 중생대에 형성된 경상 분지 안에 들어가 있으며, 일부는 영남 지괴에 소속되어 있다. 지질에 대해서는 경상 누층군 문서를 참조할 것.

## 역사

### 선사시대
경상도를 관통하는 낙동강 부근에서 구석기 시대와 신석기 시대 유물이 다량 출토되고, 동해안에는 청동기 시대 고인돌 유적지가 분포한다. 

### 신라시대
고대 진한과 변한의 영역이었다. 낙동강의 동쪽 지역에는 진한의 12개 소국이 존재했고, 낙동강 서쪽에 변한의 12개 소국이 자리하였다. 진한의 소국 가운데 한 개였던 신라가 성장하면서 점차 진한 내에서 세력을 키웠고 4세기 내물마립간 시기에 경상북도 지역을 장악하였다. 변한의 소국들은 점차 통합되어 2~3세기 무렵 가야의 6개 소국 연합체를 구성하였다. 가야 연맹은 5세기 이후 점차 쇠퇴하여 백제, 신라의 침탈을 받았으며 532년 금관가야의 멸망을 시작으로 562년에 모두 신라에 합병되었다.
6세기 진흥왕 때 동맹관계였던 백제의 성왕을 배신하고 뒤를 쳐 꿈에 그리던 한강 유역을 차지한 뒤, 신라는 완산주(完山州), 사벌주(沙伐州) 등의 행정구역도 설치하여 다스렸다. 685년 경, 신문왕이 9주를 정비하면서 경상도 지역에는 사벌주(沙伐州), 삽량주(歃良州), 청주(菁州)의 3개 주가 설치되었다. 757년에는 지명을 한식(漢式)으로 고치면서 사벌주를 상주(尙州), 삽량주를 양주(良州), 청주를 강주(康州)로 개칭하였다. 9세기 이후 신라가 혼란에 빠지면서 각지에서 호족 세력이 발호하였는데 경상도 지역에는 상주의 아자개, 김해의 소율희 등의 호족이 강성하였다. 10세기 초에 후삼국시대가 전개되면서 신라는 경주 인근의 일부 지역만 유지하였고 경상도 북부는 후고구려, 서부는 후백제가 각기 경영하였다. 935년에 신라 경순왕이 고려에 항복하면서 경상도 일대는 고려의 영토가 되었다.

### 고려시대
고려 태조는 신라를 합병한 뒤(935년) 신라의 수도였던  서라벌을 경주(慶州)로 개칭하고 동남도 도부서사(東南道 都部署使)를 두었다. 고려 성종 14년(995년), 영남도(嶺南道 : 동경유수관 경주), 영동도(嶺東道 : 상주목), 산남도(山南道 : 진주목)를 설치하였으나 곧 유명무실해졌고, 고려 현종 대에 5도양계가 정비되면서 3도를 합쳐 경상도가 설치되었다. 고려 예종 원년(1106년)에 경상진주도(慶尙晋州道)가 되었다가 명종 원년(1171년) 경상주도(慶尙州道)와 진합주도(晋陜州道)로 분리, 명종 16년(1186년) 경상주도로 합쳤다. 이후 1204년(고려 신종 7년) 상진안동도(尙晋安東道)로 고쳤고, 그 뒤 경상진안도(慶尙晋安道)의 명칭을 거쳐 충숙왕 원년(1314년)에 다시 경상도가 되었다.

### 조선시대
조선 개국 이후 상주목 산하의 보은, 옥천, 청산, 영동, 황간 등이 충청도에, 무풍이 전라도에 편입되어 영역이 축소되었다. 단종 복위 운동으로 순흥도호부가 폐지되고 그 영역이 인군 군현으로 분할될 때 일부가 충청도 단양, 영춘, 강원도 영월에 편입되면서 경상도의 영역이 조금 더 축소되었다(순흥이 복설되면서 대부분 다시 편입되었다). 관찰사가 업무를 보는 감영은 조선 초기 경주에 두었다가 1408년 상주로 이전하였다. 낙동강을 경계로 경상좌도(慶尙左道)와 경상우도(慶尙右道)로 분리했을 때 좌도 감영을 경주에, 우도 감영을 상주에 각각 두었다가 다시 합치면서 감영을 상주에 두었다. 임진왜란으로 상주가 함락된 후 성주, 칠곡, 안동 등을 떠돌다가 1601년 최종적으로 대구에 정착하면서 대구는 경상도 지역의 행정 중심지가 되었다. 1895년 지방제도 개편으로 23부제가 도입되면서 기존 경상도 지역에 진주부, 동래부, 대구부, 안동부로 분리되었다가, 1896년 13도제가 시행되어 부가 폐지되고 경상남도와 경상북도가 설치되었다.

### 근•현대
1963년, 경상남도 부산시가 부산직할시로 승격되었다. 
1981년, 경상북도 대구시가 대구직할시로 승격되었다. 
1997년, 경상남도 울산시가 울산광역시로 승격되었다.

## 행정 구역

### 고려
고려사 지리지를 기준으로 경상도는 1경, 2목, 2부, 30군, 92현으로 구성되어 있었다.
| 경·주·군 및 주현                  | 별호                                                              | 현재 지명              | 속현           | 별호                   | 현재 지명            |
| --------------------------------- | ----------------------------------------------------------------- | ---------------------- | -------------- | ---------------------- | -------------------- |
| 동경유수관 경주 (東京留守官 慶州) | 낙랑(樂浪)                                                        | 경상북도 경주시        | 흥해군(興海郡) | 곡강(曲江), 오산(鰲山) | 포항시 흥해읍        |
| 동경유수관 경주 (東京留守官 慶州) | 낙랑(樂浪)                                                        | 경상북도 경주시        | 장산군(章山郡) | 옥산(玉山)             | 경상북도 경산시      |
| 동경유수관 경주 (東京留守官 慶州) | 낙랑(樂浪)                                                        | 경상북도 경주시        | 수성군(壽城郡) | -                      | 대구광역시 수성구    |
| 동경유수관 경주 (東京留守官 慶州) | 낙랑(樂浪)                                                        | 경상북도 경주시        | 영주(永州)     | 익양(益陽), 영양(永陽) | 경상북도 영천시      |
| 동경유수관 경주 (東京留守官 慶州) | 낙랑(樂浪)                                                        | 경상북도 경주시        | 안강현(安康縣) | -                      | 경주시 안강읍        |
| 동경유수관 경주 (東京留守官 慶州) | 낙랑(樂浪)                                                        | 경상북도 경주시        | 신녕현(新寧縣) | -                      | 영천시 화산면        |
| 동경유수관 경주 (東京留守官 慶州) | 낙랑(樂浪)                                                        | 경상북도 경주시        | 자인현(慈仁縣) | -                      | 경산시 자인면        |
| 동경유수관 경주 (東京留守官 慶州) | 낙랑(樂浪)                                                        | 경상북도 경주시        | 하양현(河陽縣) | -                      | 경산시 하양읍        |
| 동경유수관 경주 (東京留守官 慶州) | 낙랑(樂浪)                                                        | 경상북도 경주시        | 청하현(淸河縣) | -                      | 포항시 청하면        |
| 동경유수관 경주 (東京留守官 慶州) | 낙랑(樂浪)                                                        | 경상북도 경주시        | 연일현(延日縣) | -                      | 포항시 연일읍        |
| 동경유수관 경주 (東京留守官 慶州) | 낙랑(樂浪)                                                        | 경상북도 경주시        | 해안현(解顔縣) | -                      | 대구광역시 동구      |
| 동경유수관 경주 (東京留守官 慶州) | 낙랑(樂浪)                                                        | 경상북도 경주시        | 신광현(神光縣) | -                      | 포항시 신광면        |
| 동경유수관 경주 (東京留守官 慶州) | 낙랑(樂浪)                                                        | 경상북도 경주시        | 기계현(杞溪縣) | -                      | 포항시 기계면        |
| 동경유수관 경주 (東京留守官 慶州) | 낙랑(樂浪)                                                        | 경상북도 경주시        | 장기현(長鬐縣) | -                      | 포항시 장기면        |
| 울주(蔚州)                        | 학성(鶴城)                                                        | 울산광역시 중구        | 동래현(東萊縣) | -                      | 부산광역시 동래구    |
| 울주(蔚州)                        | 학성(鶴城)                                                        | 울산광역시 중구        | 언양현(巘陽縣) | -                      | 울주군 언양읍        |
| 예주(禮州)                        | 단양(丹陽)                                                        | 경상북도 영덕군 영해면 | 보성부(甫城府) | -                      | 청송군 진보면        |
| 예주(禮州)                        | 단양(丹陽)                                                        | 경상북도 영덕군 영해면 | 영양군(英陽郡) | 익양(益陽)             | 경상북도 영양군      |
| 예주(禮州)                        | 단양(丹陽)                                                        | 경상북도 영덕군 영해면 | 평해군(平海郡) | 기성(箕城)             | 울진군 평해읍        |
| 예주(禮州)                        | 단양(丹陽)                                                        | 경상북도 영덕군 영해면 | 영덕군(盈德郡) | -                      | 경상북도 영덕군      |
| 예주(禮州)                        | 단양(丹陽)                                                        | 경상북도 영덕군 영해면 | 청부현(靑鳧縣) | -                      | 경상북도 청송군      |
| 예주(禮州)                        | 단양(丹陽)                                                        | 경상북도 영덕군 영해면 | 송생현(松生縣) | -                      | 청송군 청송읍 송생리 |
| 김주(金州)                        | -                                                                 | 경상남도 김해시        | 의안군(義安郡) | 회산(檜山)             | 창원시 의창구        |
| 김주(金州)                        | -                                                                 | 경상남도 김해시        | 함안군(咸安郡) | 금라(金羅)             | 경상남도 함안군      |
| 김주(金州)                        | -                                                                 | 경상남도 김해시        | 칠원현(漆園縣) | 구성(龜城)             | 함안군 칠원읍        |
| 김주(金州)                        | -                                                                 | 경상남도 김해시        | 웅신현(熊神縣) | -                      | 창원시 진해구        |
| 김주(金州)                        | -                                                                 | 경상남도 김해시        | 합포현(合浦縣) | 환주(還珠)             | 창원시 마산합포구    |
| 양주(梁州)                        | 의춘(宜春) 순정(順正)                                             | 경상남도 양산시        | 동평현(東平縣) | -                      | 부산광역시 부산진구  |
| 양주(梁州)                        | 의춘(宜春) 순정(順正)                                             | 경상남도 양산시        | 기장현(機張縣) | 차성(車城)             | 부산광역시 기장군    |
| 밀성군(密城郡)                    | -                                                                 | 경상남도 밀양시        | 창녕군(昌寧郡) | 창성(昌城), 하성(夏城) | 경상남도 창녕군      |
| 밀성군(密城郡)                    | -                                                                 | 경상남도 밀양시        | 청도군(淸道郡) | -                      | 경상북도 청도군      |
| 밀성군(密城郡)                    | -                                                                 | 경상남도 밀양시        | 현풍현(玄豊縣) | -                      | 달성군 현풍면        |
| 밀성군(密城郡)                    | -                                                                 | 경상남도 밀양시        | 계성현(桂城縣) | -                      | 창녕군 계성면        |
| 밀성군(密城郡)                    | -                                                                 | 경상남도 밀양시        | 영산현(靈山縣) | -                      | 창녕군 영산면        |
| 밀성군(密城郡)                    | -                                                                 | 경상남도 밀양시        | 풍각현(豊角縣) | -                      | 청도군 풍각면        |
| 진주목(晉州牧)                    | 진강(晉康) 진양(晉陽)                                             | 경상남도 진주시        | 강성군(江城郡) | -                      | 산청군 단성면        |
| 진주목(晉州牧)                    | 진강(晉康) 진양(晉陽)                                             | 경상남도 진주시        | 하동군(河東郡) | 청하(淸河)             | 경상남도 하동군      |
| 진주목(晉州牧)                    | 진강(晉康) 진양(晉陽)                                             | 경상남도 진주시        | 사주(泗州)     | -                      | 경상남도 사천시      |
| 진주목(晉州牧)                    | 진강(晉康) 진양(晉陽)                                             | 경상남도 진주시        | 악양현(岳陽縣) | -                      | 하동군 악양면        |
| 진주목(晉州牧)                    | 진강(晉康) 진양(晉陽)                                             | 경상남도 진주시        | 영선현(永善縣) | -                      | 고성군 영현면        |
| 진주목(晉州牧)                    | 진강(晉康) 진양(晉陽)                                             | 경상남도 진주시        | 진해현(鎭海縣) | 팔진(八鎭)             | 창원시 진동면        |
| 진주목(晉州牧)                    | 진강(晉康) 진양(晉陽)                                             | 경상남도 진주시        | 곤명현(昆明縣) | -                      | 사천시 곤양면        |
| 진주목(晉州牧)                    | 진강(晉康) 진양(晉陽)                                             | 경상남도 진주시        | 반성현(班城縣) | -                      | 진주시 일반성면      |
| 진주목(晉州牧)                    | 진강(晉康) 진양(晉陽)                                             | 경상남도 진주시        | 의령현(宜寧縣) | -                      | 경상남도 의령군      |
| 합주(陜州)                        | -                                                                 | 경상남도 합천군        | 가수현(嘉樹縣) | 봉성(鳳城)             | 합천군 삼가면        |
| 합주(陜州)                        | -                                                                 | 경상남도 합천군        | 삼기현(三岐縣) | -                      | 합천군 대병면        |
| 합주(陜州)                        | -                                                                 | 경상남도 합천군        | 산음현(山陰縣) | 산양(山陽)             | 경상남도 산청군      |
| 합주(陜州)                        | -                                                                 | 경상남도 합천군        | 단계현(丹溪縣) | -                      | 산청군 신등면        |
| 합주(陜州)                        | -                                                                 | 경상남도 합천군        | 가조현(加祚縣) | -                      | 거창군 가조면        |
| 합주(陜州)                        | -                                                                 | 경상남도 합천군        | 감음현(感陰縣) | -                      | 거창군 위천면        |
| 합주(陜州)                        | -                                                                 | 경상남도 합천군        | 이안현(利安縣) | -                      | 함양군 안의면        |
| 합주(陜州)                        | -                                                                 | 경상남도 합천군        | 신번현(新繁縣) | -                      | 의령군 부림면        |
| 합주(陜州)                        | -                                                                 | 경상남도 합천군        | 야로현(冶爐縣) | -                      | 합천군 야로면        |
| 합주(陜州)                        | -                                                                 | 경상남도 합천군        | 초계현(草溪縣) | 청계(淸溪)             | 합천군 초계면        |
| 합주(陜州)                        | -                                                                 | 경상남도 합천군        | 거창현(居昌縣) | -                      | 경상남도 거창군      |
| 합주(陜州)                        | -                                                                 | 경상남도 합천군        | 함양현(含陽縣) | -                      | 경상남도 함양군      |
| 고성현(固城縣)                    | 철성(鐵城)                                                        | 경상남도 고성군        | -              | -                      | -                    |
| 남해현(南海縣)                    | -                                                                 | 경상남도 남해군        | 난포현(蘭浦縣) | -                      | 남해군 이동면        |
| 남해현(南海縣)                    | -                                                                 | 경상남도 남해군        | 평산현(平山縣) | -                      | 남해군 남면          |
| 거제현(巨濟縣)                    | -                                                                 | 경상남도 거제시        | 아주현(鵝洲縣) | -                      | 거제시 아주동        |
| 거제현(巨濟縣)                    | -                                                                 | 경상남도 거제시        | 송변현(松邊縣) | -                      | 거제시 남부면        |
| 거제현(巨濟縣)                    | -                                                                 | 경상남도 거제시        | 명진현(溟珍縣) | -                      | 거제시 거제면        |
| 상주목(尙州牧)                    | 상락(上洛) 상산(商山)                                             | 경상북도 상주시        | 문경군(聞慶郡) | -                      | 문경시 문경읍        |
| 상주목(尙州牧)                    | 상락(上洛) 상산(商山)                                             | 경상북도 상주시        | 용궁군(龍宮郡) | -                      | 예천군 용궁면        |
| 상주목(尙州牧)                    | 상락(上洛) 상산(商山)                                             | 경상북도 상주시        | 개령군(開寧郡) | -                      | 김천시 개령면        |
| 상주목(尙州牧)                    | 상락(上洛) 상산(商山)                                             | 경상북도 상주시        | 보령군(報令郡) | -                      | 충청북도 보은군      |
| 상주목(尙州牧)                    | 상락(上洛) 상산(商山)                                             | 경상북도 상주시        | 함창군(咸昌郡) | -                      | 상주시 함창읍        |
| 상주목(尙州牧)                    | 상락(上洛) 상산(商山)                                             | 경상북도 상주시        | 영동군(永同郡) | -                      | 충청북도 영동군      |
| 상주목(尙州牧)                    | 상락(上洛) 상산(商山)                                             | 경상북도 상주시        | 해평군(海平郡) | -                      | 구미시 해평면        |
| 상주목(尙州牧)                    | 상락(上洛) 상산(商山)                                             | 경상북도 상주시        | 청산현(靑山縣) | -                      | 옥천군 청산면        |
| 상주목(尙州牧)                    | 상락(上洛) 상산(商山)                                             | 경상북도 상주시        | 산양현(山陽縣) | -                      | 문경시 산양면        |
| 상주목(尙州牧)                    | 상락(上洛) 상산(商山)                                             | 경상북도 상주시        | 화령군(化寧郡) | -                      | 상주시 화서면        |
| 상주목(尙州牧)                    | 상락(上洛) 상산(商山)                                             | 경상북도 상주시        | 공성현(功城縣) | -                      | 상주시 공성면        |
| 상주목(尙州牧)                    | 상락(上洛) 상산(商山)                                             | 경상북도 상주시        | 단밀현(單密縣) | -                      | 의성군 단밀현        |
| 상주목(尙州牧)                    | 상락(上洛) 상산(商山)                                             | 경상북도 상주시        | 비옥현(比屋縣) | -                      | 의성군 비안면        |
| 상주목(尙州牧)                    | 상락(上洛) 상산(商山)                                             | 경상북도 상주시        | 안정현(安定縣) | -                      | 의성군 안계면        |
| 상주목(尙州牧)                    | 상락(上洛) 상산(商山)                                             | 경상북도 상주시        | 중모현(中牟縣) | -                      | 상주시 모동면        |
| 상주목(尙州牧)                    | 상락(上洛) 상산(商山)                                             | 경상북도 상주시        | 호계현(虎溪縣) | -                      | 문경시 호계면        |
| 상주목(尙州牧)                    | 상락(上洛) 상산(商山)                                             | 경상북도 상주시        | 어모현(禦侮縣) | -                      | 김천시 어모면        |
| 상주목(尙州牧)                    | 상락(上洛) 상산(商山)                                             | 경상북도 상주시        | 다인현(多仁縣) | 인양(仁陽)             | 의성군 다인면        |
| 상주목(尙州牧)                    | 상락(上洛) 상산(商山)                                             | 경상북도 상주시        | 청리현(靑理縣) | -                      | 상주시 청리면        |
| 상주목(尙州牧)                    | 상락(上洛) 상산(商山)                                             | 경상북도 상주시        | 가은현(加恩縣) | -                      | 문경시 가은읍        |
| 상주목(尙州牧)                    | 상락(上洛) 상산(商山)                                             | 경상북도 상주시        | 일선현(一善縣) | 화의(和義)             | 구미시 선산읍        |
| 상주목(尙州牧)                    | 상락(上洛) 상산(商山)                                             | 경상북도 상주시        | 군위현(軍威縣) | -                      | 경상북도 군위군      |
| 상주목(尙州牧)                    | 상락(上洛) 상산(商山)                                             | 경상북도 상주시        | 효령현(孝靈縣) | -                      | 군위군 효령면        |
| 상주목(尙州牧)                    | 상락(上洛) 상산(商山)                                             | 경상북도 상주시        | 부계현(缶溪縣) | 부림(缶林)             | 군위군 부계면        |
| 경산부(京山府)                    | -                                                                 | 경상북도 성주군        | 고령군(高靈郡) | -                      | 경상북도 고령군      |
| 경산부(京山府)                    | -                                                                 | 경상북도 성주군        | 약목현(若木縣) | -                      | 칠곡군 약목면        |
| 경산부(京山府)                    | -                                                                 | 경상북도 성주군        | 인동현(仁同縣) | -                      | 구미시 인동동        |
| 경산부(京山府)                    | -                                                                 | 경상북도 성주군        | 지례현(知禮縣) | 구성(龜城)             | 김천시 지례면        |
| 경산부(京山府)                    | -                                                                 | 경상북도 성주군        | 가리현(加利縣) | 기성(岐城)             | 고령군 성산면        |
| 경산부(京山府)                    | -                                                                 | 경상북도 성주군        | 팔거현(八莒縣) | 칠곡(七谷)             | 대구광역시 북구      |
| 경산부(京山府)                    | -                                                                 | 경상북도 성주군        | 김산현(金山縣) | 금릉(金陵)             | 경상북도 김천시      |
| 경산부(京山府)                    | -                                                                 | 경상북도 성주군        | 황간현(黃澗縣) | -                      | 영동군 황간면        |
| 경산부(京山府)                    | -                                                                 | 경상북도 성주군        | 관성현(管城縣) | -                      | 충청북도 옥천군      |
| 경산부(京山府)                    | -                                                                 | 경상북도 성주군        | 안읍현(安邑縣) | -                      | 옥천군 안내면        |
| 경산부(京山府)                    | -                                                                 | 경상북도 성주군        | 양산현(陽山縣) | -                      | 영동군 양산면        |
| 경산부(京山府)                    | -                                                                 | 경상북도 성주군        | 이산현(利山縣) | -                      | 옥천군 이원면        |
| 경산부(京山府)                    | -                                                                 | 경상북도 성주군        | 대구현(大丘縣) | -                      | 대구광역시 중구      |
| 경산부(京山府)                    | -                                                                 | 경상북도 성주군        | 화원현(花園縣) | 금성(錦城)             | 달성군 화원면        |
| 경산부(京山府)                    | -                                                                 | 경상북도 성주군        | 하빈현(河濱縣) | -                      | 달성군 하빈면        |
| 안동부(安東府)                    | 능라(綾羅) 지평(地平) 석릉(石陵) 일계(一界) 화산(花山) 고장(古藏) | 경상북도 안동시        | 임하군(臨河郡) | -                      | 안동시 임하면        |
| 안동부(安東府)                    | 능라(綾羅) 지평(地平) 석릉(石陵) 일계(一界) 화산(花山) 고장(古藏) | 경상북도 안동시        | 예안군(禮安郡) | -                      | 안동시 예안면        |
| 안동부(安東府)                    | 능라(綾羅) 지평(地平) 석릉(石陵) 일계(一界) 화산(花山) 고장(古藏) | 경상북도 안동시        | 의흥군(義興郡) | 구산(龜山)             | 군위군 의흥면        |
| 안동부(安東府)                    | 능라(綾羅) 지평(地平) 석릉(石陵) 일계(一界) 화산(花山) 고장(古藏) | 경상북도 안동시        | 일직현(一直縣) | -                      | 안동시 일직면        |
| 안동부(安東府)                    | 능라(綾羅) 지평(地平) 석릉(石陵) 일계(一界) 화산(花山) 고장(古藏) | 경상북도 안동시        | 은풍현(殷豊縣) | -                      | 예천군 하리면        |
| 안동부(安東府)                    | 능라(綾羅) 지평(地平) 석릉(石陵) 일계(一界) 화산(花山) 고장(古藏) | 경상북도 안동시        | 감천현(甘泉縣) | -                      | 예천군 감천면        |
| 안동부(安東府)                    | 능라(綾羅) 지평(地平) 석릉(石陵) 일계(一界) 화산(花山) 고장(古藏) | 경상북도 안동시        | 봉화현(奉化縣) | 봉성(鳳城)             | 봉화군 봉성면        |
| 안동부(安東府)                    | 능라(綾羅) 지평(地平) 석릉(石陵) 일계(一界) 화산(花山) 고장(古藏) | 경상북도 안동시        | 안덕현(安德縣) | -                      | 청송군 안덕면        |
| 안동부(安東府)                    | 능라(綾羅) 지평(地平) 석릉(石陵) 일계(一界) 화산(花山) 고장(古藏) | 경상북도 안동시        | 풍산현(豊山縣) | -                      | 안동시 풍산읍        |
| 안동부(安東府)                    | 능라(綾羅) 지평(地平) 석릉(石陵) 일계(一界) 화산(花山) 고장(古藏) | 경상북도 안동시        | 기주현(基州縣) | 영정(永定), 안정(安定) | 영주시 풍기읍        |
| 안동부(安東府)                    | 능라(綾羅) 지평(地平) 석릉(石陵) 일계(一界) 화산(花山) 고장(古藏) | 경상북도 안동시        | 흥주(興州)     | 순정(順政)             | 영주시 순흥면        |
| 안동부(安東府)                    | 능라(綾羅) 지평(地平) 석릉(石陵) 일계(一界) 화산(花山) 고장(古藏) | 경상북도 안동시        | 순안현(順安縣) | 구성(龜城)             | 경상북도 영주시      |
| 안동부(安東府)                    | 능라(綾羅) 지평(地平) 석릉(石陵) 일계(一界) 화산(花山) 고장(古藏) | 경상북도 안동시        | 의성현(義城縣) | -                      | 경상북도 의성군      |
| 안동부(安東府)                    | 능라(綾羅) 지평(地平) 석릉(石陵) 일계(一界) 화산(花山) 고장(古藏) | 경상북도 안동시        | 기양현(基陽縣) | 청하(淸河), 양양(襄陽) | 경상북도 예천군      |

### 조선
《경국대전》에서 경상도의 관할로 1부 1대도호부 3목 7도호부 14군 41현을 규정하고 있으며, 《속대전》에서는 대구 도호부사가 경상도 관찰사를 겸임한다고 규정하였다.
| 수령과 그 품계                    | 경국대전 (1484) | 대전통편 (1785)                               | 대전회통 (1865) |
| --------------------------------- | --------------- | --------------------------------------------- | --------------- |
| 부: 부윤(府尹), 종2품             | 1:              | 1:                                            | 1:              |
| 부: 대도호부사(大都護府使), 정3품 | 1:              | 2:                                            | 2:              |
| 목: 목사(牧使), 정3품             | 3:              | 3:                                            | 3:              |
| 부: 도호부사(都護府使), 종3품     | 7:              | 15:                                           | 14:             |
| 군: 군수(郡守), 종4품             | 14:             | 12:                                           | 13:             |
| 현: 현령(縣令), 종5품             | 7:              | 5:                                            | 5:              |
| 현: 현감(縣監), 종6품             | 34:             | 33:                                           | 33:             |
| 비고                              |                 | 안음→안의, 산음→산청 개칭 칠곡·자인·영양 신설 |                 |

## 같이 보기
- 한국의 지방 구분
- 동남 방언
- 경상감영